# Street Fighter II: The Animated Movie
Street Fighter II: The Animated Movie, noto in Giappone e Australia con il titolo di Street Fighter II Movie (ストリートファイター II MOVIE?, Sutorīto Faitā Tsū Mūbī), è un film d'animazione del 1994 diretto da Gisaburō Sugii.
Si tratta di un adattamento cinematografico anime del videogioco picchiaduro Street Fighter II, animato dal Group TAC.
Proiettato in Giappone a partire dall'8 agosto 1994, è stato doppiato in inglese e sottotitolato dalla Manga Entertainment. Il Group TAC, successivamente, produsse la serie animata Street Fighter II V.
Le sequenze dei combattimenti furono coreografate dal fondatore del K-1 Kazuyoshi Ishii e dal lottatore professionista Andy Hug.

## Trama
In un luogo imprecisato, durante una buia notte di tempesta, Ryu, artista marziale giapponese, e Sagat, feroce campione di Muay Thai, si stanno scontrando in una battaglia corpo a corpo. Mentre i due combattono, Ryu riesce a ferire il petto di Sagat con lo Shoryuken, una sua mossa tipica. Infuriato, Sagat carica Ryu, ma perde lo scontro perché Ryu lo colpisce con la sua tecnica migliore, l'Hadouken, una palla di energia molto potente che il giovane riesce a generare dai fulmini scatenati dalla tempesta. Ignaro a Ryu, un cyborg sta monitorando di nascosto la battaglia, raccogliendo dati su di lui.
Alcuni anni dopo, mentre esce dal Parlamento inglese, Albert Sellers, il Ministro della Giustizia, viene assassinato in pieno giorno da Cammy White, esperta ex-agente dell'MI6 che però viene subito bloccata dalle sue guardie del corpo e arrestata. Cammy fa ora parte dell'organizzazione criminale segreta Shadowlaw, guidata dal malvagio M. Bison, e in particolare è un membro delle Dolls, "bambole", un corpo scelto legato a Bison formato da giovani rapite e sottoposte al lavaggio del cervello per essere trasformate in killer perfette ed efficienti: la stessa Cammy non ha alcun ricordo dei precedenti tre anni della sua vita. Vedendo la mano della Shadowlaw, l'Interpol decide di inviare la giovane e bellissima agente Chun-Li tra le forze americane per incontrarsi con Guile, capitano dell'Aeronautica degli Stati Uniti, e collaborare nelle investigazioni sulla Shadowlaw. Guile però rifiuta, preferendo lavorare da solo.
Frattanto, nella sua base in Thailandia, Bison si riunisce con il capo dei suoi scienziati privati insieme ai suoi malvagi scagnozzi: Vega, un guerriero catalano esperto nell'arte del ninjutsu, Balrog, un ex pugile afroamericano bandito dalla federazione americana per la sua violenza senza freni e Sagat, che è un vecchio alleato di Bison e uno dei suoi lottatori migliori. Il capo della Shadowlaw ordina una ricerca su scala globale di Ryu, dato che il cyborg che anni prima misurò la sua energia e raccolse informazioni su di lui era il suo: essendo Sagat uno dei più forti, ed avendo avuto testimonianza della potenza di Ryu contro di lui, Bison si convince che chiunque sia così forte da battere Sagat abbia un potenziale enorme. Il suo obiettivo, quindi, è arruolare Ryu, volente o nolente, tra le file della sua organizzazione. Decide inoltre di inviare altri cyborg per cercare ed analizzare altri combattenti che potranno tornargli utili. Tuttavia, le doti di Ryu nel controllare il suo Chi e i suoi spostamenti continui e non organizzati gli permettono di sviare le ricerche dei cyborg in giro per il mondo. Durante i suoi viaggi Ryu si ritrova anche a So-shu, in Cina, dove combatte contro la star dei film d'arti marziali Fei Long, e in India, dove si batte contro alcuni pericolosi scagnozzi della Shadowlaw e fa la conoscenza di Edmond Honda, un lottatore di sumo.
Nel frattempo Guile, mentre guida per le strade di New York, viene raggiunto da Chun-Li, che vuole convincerlo a farsi aiutare nelle indagini. Lei si è informata, e sa che Guile vuole farla pagare a Bison perché gli ha ucciso un caro amico, Charlie, ma Bison in passato uccise anche il padre di lei, quindi entrambi sono motivati dalla vendetta; Chun Li però, gli ricorda che il loro dovere deve sempre venire prima di tutto. Persuaso dalle sue parole, Guile la carica in macchina e si dirige verso una discoteca in centro per cercare un certo Dee Jay, un kickboxer giamaicano di cui ha sentito parlare bene per le sue capacità. Una volta raggiunto, Guile lo informa della Shadowlaw, ma Dee Jay rimane scettico finché Chun-Li non distrugge un cyborg che stava sul marciapiede di fronte vestito da civile, staccandogli la testa con un calcio. I tre sono però ignari di un altro che li continua a spiare dal tetto della discoteca mentre conversano. Intanto a Las Vegas, dove Balrog lavora in un locale, si tiene un incontro nell'arena della città fra Zangief, enorme wrestler russo, e Blanka, creatura delle foreste dalla natura bestiale e incontrollabile. I due si sfidano brutalmente, e Blanka riesce a vincere in pochi minuti grazie alla sua tenacia e al potere delle scosse elettriche che può emanare dal corpo.
A New York, nel suo appartamento, Chun-Li si sta facendo la doccia e si rilassa, ma una folata di vento la allarma e scopre di essere spiata da Vega, recatosi da lei su ordine di Bison per ucciderla. I due iniziano uno spettacolare combattimento dove la ragazza, dopo aver sfigurato Vega e averlo buttato nella tromba dell'ascensore, ne esce vincitrice ma con numerose ferite. Viene raggiunta poco dopo da Guile, che aveva sentito i rumori della lotta al telefono e la porta in ospedale. Intanto Ken Masters, migliore amico di Ryu e suo compagno d'allenamento, dopo aver accompagnato a casa la sua fidanzata Eliza viene trovato da Bison, il quale è venuto a conoscenza del suo legame con Ryu e intende trasformarlo in un terrorista col lavaggio del cervello, per attirare l'amico in trappola.
Nel frattempo, sulle montagne, Ryu è intento ad allenarsi in compagnia di Honda, ma vengono raggiunti prima da Guile e subito dopo da Bison accompagnato da Balrog e da Ken, ormai sotto il suo controllo mentale. In pochi istanti iniziano a combattere; Honda finisce per battersi con Balrog ma entrambi rotolando cadono in un dirupo, mentre Guile si scaglia contro Bison ma viene sconfitto da quest'ultimo, dotato di grandi poteri psichici, e lasciato svenuto su una roccia. Intanto Ryu cerca di far tornare in sé Ken mentre lottano; solo dopo aver visto la fascia rossa sulla fronte dell'amico, Ken ha un attimo di lucidità ricordando quando si allenavano insieme, ma subito dopo Bison lo tramortisce e lo scaglia lontano ritenendolo ormai inutile, per poi battersi finalmente con Ryu per vedere di cosa è capace. Nel frattempo Ken, ancora svenuto, ricorda la promessa che lui e Ryu si fecero da allievi prima di dividersi. Poi in una visione si rivede di fronte al tempio del loro maestro, quando questi gli disse di andare oltre la vittoria per battere un avversario. Non capendo cosa intenda dire il ragazzo chiede il perché, ma di colpo le porte del tempio si aprono e ne viene fuori Bison, facendo svegliare Ken spaventato. Vedendo l'aereo della Shadowlaw gli ritorna in mente quello che è successo, e dopo aver recuperato la memoria giura vendetta a Bison, che intanto sta mettendo in difficoltà Ryu. Attraverso gli insegnamenti del suo maestro Ken riesce a riottenere l'equilibrio del proprio corpo, e quando Ryu sembra aver perso, arriva in suo aiuto. I due amici affrontano così Bison insieme, il quale, nonostante decida di battersi al loro livello, sembra essere comunque superiore. Ma con decisione Ryu gli sferra una serie di colpi per poi passare la mano a Ken. Dopo averlo colpito con lo Shoryuken i due guerrieri gli lanciano contro un doppio e potentissimo Hadouken finale, che lo scaglia contro l'aereo facendolo esplodere. Fortunatamente Honda si è salvato dalla caduta e Guile è incolume, e successivamente alcuni elicotteri si recano in Thailandia per distruggere la base della Shadowlaw.
Poco tempo dopo Guile riceve una telefonata urgente dall'ospedale e corre immediatamente da Chun-Li per vederla. Entrato nella stanza la trova coperta dal lenzuolo e, pensando che sia morta, le dice tristemente che la vendetta contro Bison è stata compiuta e lei ora può riposare in pace, ma all'improvviso la ragazza si rivela viva e vegeta e felice, e i due ci scherzano sopra. Fuori da una stazione di servizio Ryu e Ken stanno aspettando Eliza che è passata a prendere Ken in macchina. I due amici si salutano un'altra volta, e Ken va con Eliza mentre Ryu prosegue per la sua strada a piedi e col sacco in spalla. Poco dopo alle sue spalle giunge un camion a tutta velocità che si dirige verso di lui: alla guida vi è Bison, che è sopravvissuto, così il guerriero si scaglia contro il camion con un calcio mentre un cyborg riprende tutto di nascosto, segno che la storia continuerà nei successivi capitoli.

## Personaggi
Principali
| Personaggio                   | Doppiatore giapponese |
| ----------------------------- | --------------------- |
| Ryu                           | Kōjirō Shimizu        |
| Ken Masters                   | Kenji Haga            |
| M. Bison ("Vega" in Giappone) | Takeshi Kusaka        |
| Guile                         | Masane Tsukayama      |
| Chun-Li                       | Miki Fujitani         |

Secondari
| Personaggio                   | Doppiatore giapponese |
| ----------------------------- | --------------------- |
| Sagat                         | Shigezo Sasaoka       |
| Vega (Balrog in Giappone)     | Kaneto Shiozawa       |
| Balrog (M. Bison in Giappone) | Jōji Nakata           |
| Edmond Honda                  | Daisuke Gōri          |
| Dhalsim                       | Yukimasa Kishino      |
| Cammy White                   | Yōko Sasaki           |
| Fei Long                      | Masakatsu Funaki      |
| Dee Jay                       | Ginzō Matsuo          |
| Thunder Hawk                  | Shōzō Iizuka          |
| Blanka                        | Unshō Ishizuka        |
| Zangief                       | Tetsuo Kaneo          |
| Eliza (Fidanzata di Ken)      | Hiromi Tsuru          |

## Colonna sonora

### Versione giapponese
Sono stati pubblicati due CD in Giappone con la colonna sonora del film dalla Sony Music Entertainment. Il primo disco è stato pubblicato l'8 gennaio 1994, privo dei brani vocali di Tetsuya Komuro. Il secondo disco, con i brani vocali reintegrati, è stato pubblicato il 21 novembre 1994.

#### CD 1
1. "Fighting Street" - Tetsuya Komuro
2. "Plot" - Tetsuya Komuro
3. "Cry" - Big Life
4. "Enter VEGA" - Tetsuya Komuro
5. "Itoshisa To Setsunasa To Kokoro Tsuyosato" - Ryoko Shinohara with Tetsuya Komuro
6. "Battle-Blanka & Zangief" - Tetsuya Komuro
7. "Break!" - Alph Lyla
8. "Mission" - Tetsuya Komuro
9. "Kitsusuki Nagara Atsukunare" - Alph Lyla
10. "Assassination" - Tetsuya Komuro
11. "Farewell – Ryu & Ken" - Tetsuya Komuro
12. "GooD LucK" - Ryoko Shinohara with Tetsuya Komuro
13. "A Riddle/Gouki Theme" (Bonus track) - Yōko Shimomura

#### CD 2
1. "Opening Fight - Ryu vs. Sagat"
2. "Ryu's Training"
3. "Ryu and Ken's Friendship"
4. "Fei Long and Ryu's Battle"
5. "Fei Long and Ryu's Quiet Friendship"
6. "Honda and Dhalsim's Battle"
7. "Chun Li"
8. "Dee Jay"
9. "Balrog's Eyes"
10. "Balrog and Chun Li's Battle"
11. "Vega Psycho Power"
12. "Possessed Ken"
13. "Ryu and Ken (Wake Up, Ken!)"
14. "Life and Death Struggle"
15. "Heated Friendship"
16. "Chun Li's Sad News"
17. "Itoshisa To Setsunasa To Kokoro Tsuyosato" (Q Sound Mixed Version)

### Versione inglese/europea
La colonna sonora inglese, che rimase anche per la versione europea della pellicola, fatta di brani alternative, grunge e techno fu composta da Cory Lerios e John D'Andrea, noti per le musiche di Baywatch.
1. "Blind" - Korn
2. "Them Bones" - Alice in Chains
3. "Israel's Son" - Silverchair
4. "Hallucinations (Dream World Mix)" - In the Nursery
5. "Evil Dancer" - Black/Note
6. "Ultra" - KMFDM
7. "Cuz I'm Like Dat" - Smokin' Suckaz wit Logic
8. "Mantra" - Intermix

## Accoglienza
Davide Landi di MangaForever lo ha classificato come il migliore anime basato su videogiochi picchiaduro.

## Altri media

### Videogioco
Capcom produsse un gioco dal titolo Street Fighter II MOVIE, distribuito esclusivamente in Giappone per PlayStation il 15 dicembre 1995 e per Sega Saturn il 15 marzo 1996. Nonostante il titolo, il videogioco non ha alcuna similitudine con Street Fighter: The Movie per Arcade o l'omonimo videogame per console, entrambi ispirati al film live-action.
Il giocatore assume il controllo di un cyborg sviluppato dalla Shadowlaw: obiettivo del gioco è sviluppare le doti analitiche del cyborg, analizzando i combattimenti dei lottatori di tutto il globo. L'azione consiste nel visualizzare filmati estrapolati dal film o totalmente nuovi ed analizzarli utilizzando una funzione di ricerca temporizzata. Se ad esempio si analizza il calcio di un combattente, l'abilità "calcio" del cyborg accrescerà di un punto. Lo sviluppo del cyborg può essere controllato analizzando un file di salvataggio o utilizzando un codice segreto, per poter controllare le doti del cyborg su un ologramma di Sgryu. Si passa poi a controllare entrambi gli ologrammi.
L'intero gioco è un life simulator, eccetto il finale, costituito da un combattimento uno contro uno tra Ryu ed il cyborg, identico a quelli di Super Street Fighter II Turbo. Tutte le abilità acquisite dal cyborg possono essere utilizzate in combattimento. Il cyborg utilizza gli stessi attacchi di Ken Masters, inclusa la sua Super Combo "Shoryu Reppa".

### Manga
Un adattamento manga è stato firmato da Takayuki Sakai ed è stato serializzato sulla rivista CoroCoro Comic nel 1994, e successivamente ripubblicato in un solo tankōbon. L'adattamento inglese fu realizzato dalla Viz Communications in sei volumetti nel 1996.